# NXT UK
NXT UK는 WWE가 제작하여 방영될 예정인 텔레비전 프로그램이다. WWE의 브랜드 유나이티드 킹덤의 일환으로 제작된 텔레비전 프로그램이다. 이 프로그램은 2018년 유나이티드 킹덤 챔피언십 토너먼트에서 발표되었다.